# Blockheide

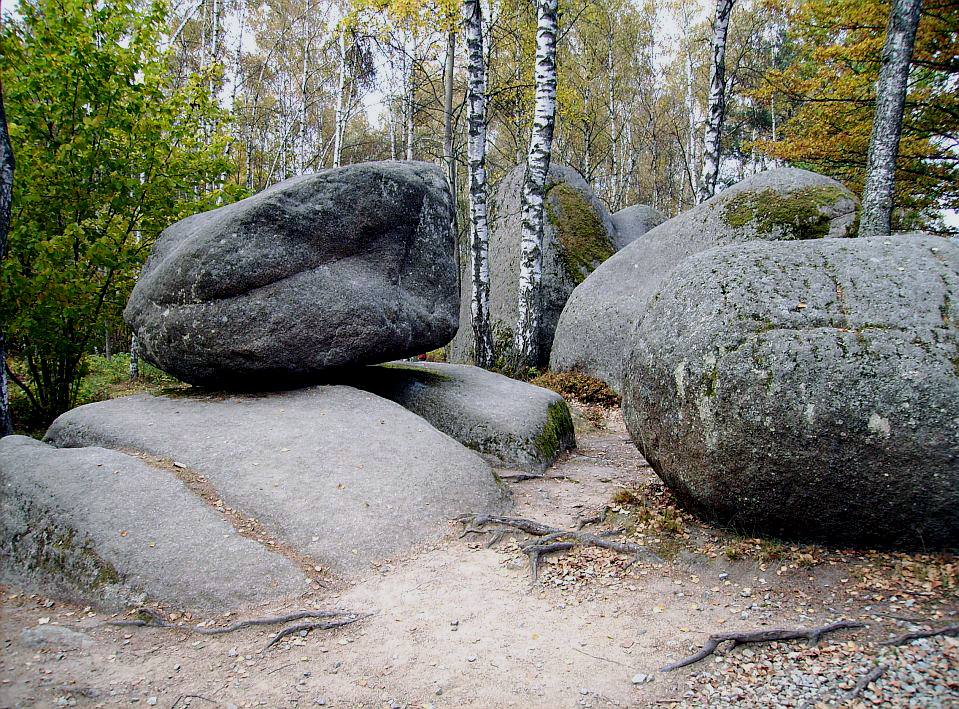
Wackelstein in der Blockheide

Die Blockheide ist ein Naturschutzgebiet bei Gmünd im nordwestlichen Waldviertel in Niederösterreich.
Unter dem Namen Naturpark Blockheide-Eibenstein bildet sie auch einen Naturpark.
Die natürlichen Sehenswürdigkeiten und das Netz der Wanderwege befinden sich teilweise im angrenzenden Kirchenwald, der in die Gemeinde Hoheneich hineinragt. 

## Geschichte
Das Gebiet wurde 1960 zum Naturschutzgebiet erklärt. Die Gründung des Naturparks erfolgte 1964 auf Anregung des österreichischen Bildhauers Carl Hermann, als es Pläne gab, die landwirtschaftliche Arbeit durch Sprengung der Granitblöcke zu erleichtern. Die Erhaltung der Kulturlandschaft zählt zu den großen Schwierigkeiten des Naturparks, da die Bewirtschaftung sehr arbeitsintensiv und wenig rentabel ist. Seit 1999 ist es Teil des FFH-Gebiets Waldviertler Teich-, Heide- und Moorlandschaft.

## Natürliche Sehenswürdigkeiten

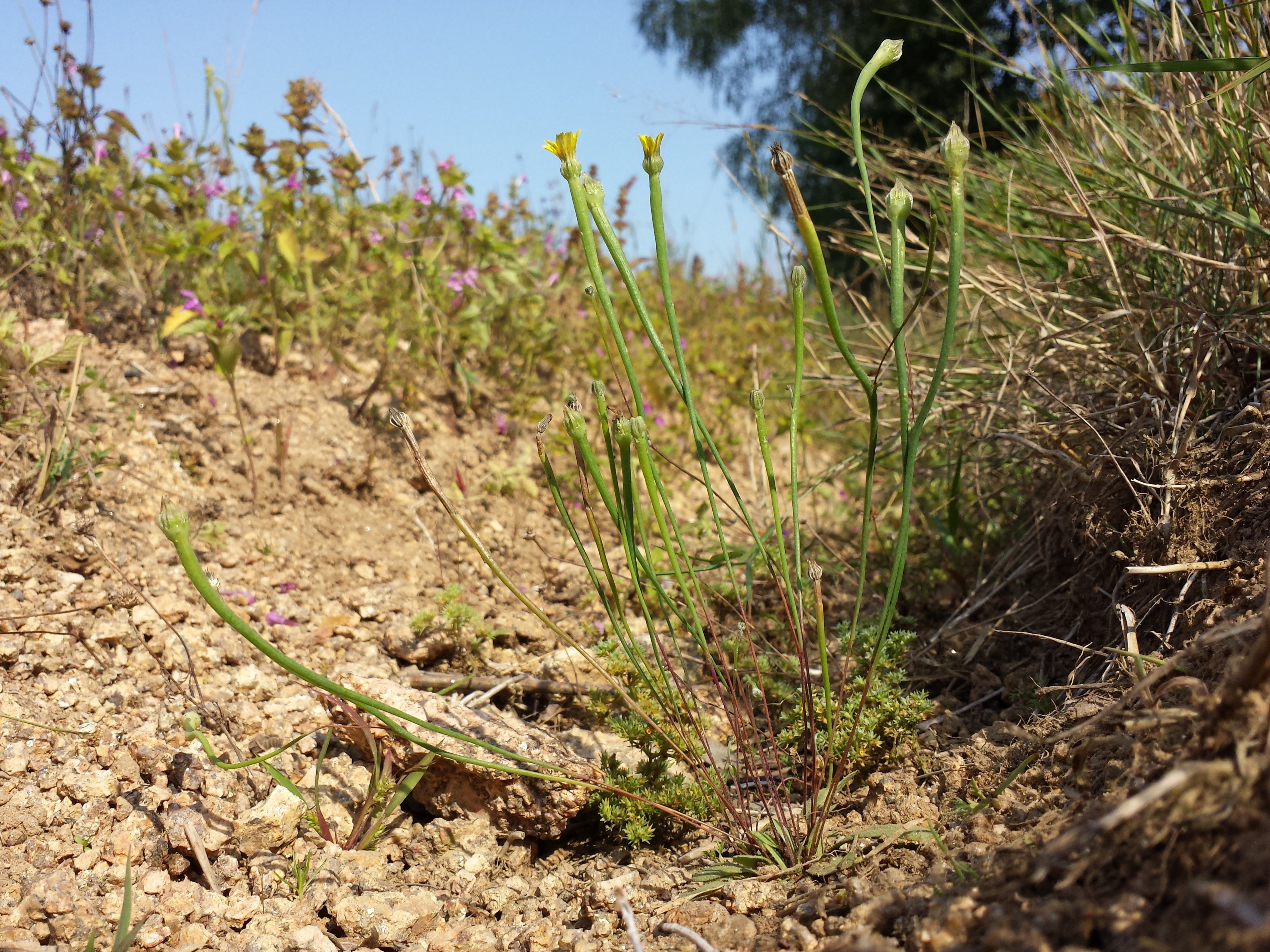
Der Lämmersalat (Arnoseris minima), ein seltenes Ackerbeikraut, besitzt in Österreich in der Blockheide sein größtes Vorkommen. Als subatlantisches Florenelement findet er in der Gmünder Bucht am Rande des Wittingauer Beckens geeignete Lebensbedingungen vor.

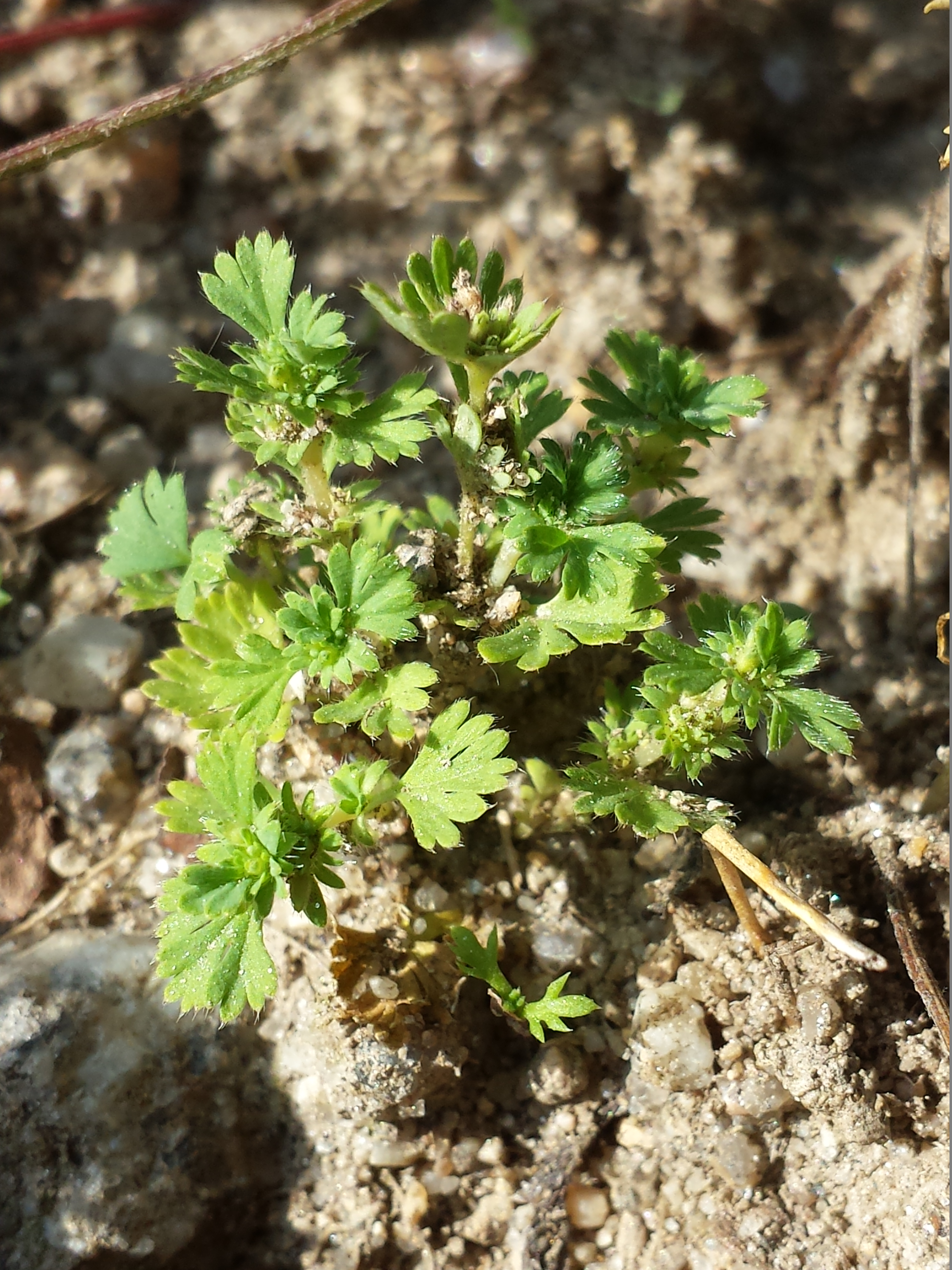
Das Kleinfrucht-Ohmkraut (auch Südlicher Ackerfrauenmantel, Aphanes australis) ist eine in Österreich sehr seltene Art. Es ist extrem kalkmeidend und in den mineralarmen, stark bodensauren, sandigen und extensiv bewirtschafteten Äckern in der Blockheide zu finden.

Die Blockheide stellt eine Heidelandschaft mit einer kleinteiligen bäuerlichen Kulturlandschaft dar. Man kann hier eine Mischung aus kleinteiligen Ackerfeldern, extensiv genutzten Wiesen und Mischwäldern antreffen. Die Landschaft ist mit Granitblöcken durchsetzt. Es handelt sich dabei um eine Ansammlung von oft bizarr geformten Blockburgen und Restlingen (manche auch als Wackelsteine ausgebildet), ein Überbleibsel des einstigen Hochgebirges der Böhmischen Masse, durch Wollsackverwitterung entstanden. 
Die Blockheide zeichnet eine Landschaft aus, die von Rotföhren, Birken, Eichen geprägt ist, vor allem aber auch von Ranker, also silikatischen, kalkfreien Trockenrasen, die es in Österreich selten gibt. Diese Trockenrasen haben nur wenige Zentimeter Erdschicht über dem Granit- oder Gneisgestein.
Einige der besonders beeindruckenden Granitformationen innerhalb der Blockheide (sowie knapp außerhalb im angrenzenden Wald) haben Namen bekommen, abgesehen von der nachfolgenden Liste sind das etwa der Elefantenstein, der Haifischstein oder die Koboldsteine.
Bei einigen der besonders bekannten Spitznamen wurden Granittafeln mit Namensnennung und einer eingeritzten humoristischen Illustration aufgestellt. Diese Tafeln wurden von Carl Hermann gestaltet. 
Einige der Steingebilde sind zusätzlich noch vom Land Niederösterreich als Naturdenkmale ausgewiesen (Vgl. Liste der Naturdenkmäler im Bezirk Gmünd):
- Christophsstein (⊙)
- Schuller- oder Schuldnerstein (⊙)
- Teufelsbett (⊙)
- Teufelsbrotlaib (⊙)
- Wackelstein („Wackelstein II“, ⊙)

Bereits außerhalb des Parks (aber in unmittelbarer Nähe) gibt es noch den Fuchsstein (⊙), den Kegel- oder Kopfstein (beide in Privatgärten, ⊙), den Pilzstein (⊙) und einen weiteren Wackelstein („Wackelstein IV“, ⊙). Am Braunaubach, ebenfalls in unmittelbarer Nähe der Blockheide, gibt es einen renaturierten Granitsteinbruch, den Malerwinkel (⊙).

## Errichtete Sehenswürdigkeiten
Bereits der jungsteinzeitliche Mensch der Bemaltkeramik hinterließ hier Spuren. Weitere Hinweise auf menschliche Anwesenheit gibt es dann aber erst für das Mittelalter, die Zeit der slawischen und bairischen Landnahme. Die Restlinge (Steinformationen), die der Anlass für die Opfersteintheorie des Franz Xaver Kießling und dessen Anhänger (die es auch heute noch gibt) waren, wurden allerdings in ur- und frühgeschichtlicher Zeit in keiner Weise in kultischem Sinne verwendet. Diese Theorie entspricht nicht dem Stand des heutigen Wissens und hat ihre Wurzeln im romantischen und nationalen Historismus des späten 19. Jahrhunderts.
Im Naturpark gibt es eine Ausstellung über die Entstehung der Heidelandschaft mit ihren Granitrestlingen sowie eine Dioramen-Schau unter dem Titel „Die Geburt der Wackelsteine“ zu sehen, die im ehemaligen 1908 errichteten Wasserreservoir untergebracht sind, sowie ein angeschlossenes Informationszentrum. Über dem Wasserbehälter wurde 2003 ein 23,2 m hoher hölzerner Aussichtsturm errichtet, der einen guten Blick über den Naturpark bis über die nahe gelegene Grenze nach Tschechien bietet. Dies ist bereits der dritte Aussichtsturm an diesem Standort. 1964 wurde ein erster, 17 m hoher, 1980 ein zweiter, bereits 20 m hoher Holzturm errichtet. Die neue Warte weist insgesamt 117 Stufen auf, welche zur Aussichtsplattform in 20,35 m Höhe führen.
Zur Erkundung des Gebietes wurden Themenwege wie die GranitkulTOUR, MythologieTOUR, oder die LandschaftskulTOUR eingerichtet. Der Meridianweg folgt dem 15. östlichen Meridian. Es gibt im Kirchenwald ein geologisches Freilichtmuseum, in dem verschiedene Granit-, Gneis-, Marmor- und Magmatitformen aus dem Waldviertel zu sehen sind, einen Natur-Kinderspielplatz mit Steinlabyrinth und einen Picknickplatz. Es werden auch geführte Erlebniswanderungen angeboten.
Im Kirchenwald gibt noch einen Steinbruch, der in Betrieb ist. Ein weiterer, alter Steinbruch liegt am Wegesrand, ebenfalls außerhalb des Naturparks im Kirchenwald, die ehemaligen zwei Abbaugruben haben sich mit Wasser gefüllt und sind als Mondteiche bekannt.
Ein Eingang zum Naturpark befindet sich in Grillenstein beim Schüsselwirt, wo es auch einen großen Parkplatz gibt. Ein weiterer Eingang ist bei der Textilfabrik Backhausen im Gemeindegebiet von Hoheneich, von deren Kundenparkplatz aus man über den Braunaubach aus dem Südosten durch den Wald in die Blockheide spazieren kann. Ein dritter Eingang ist hinter dem Malerwinkel.

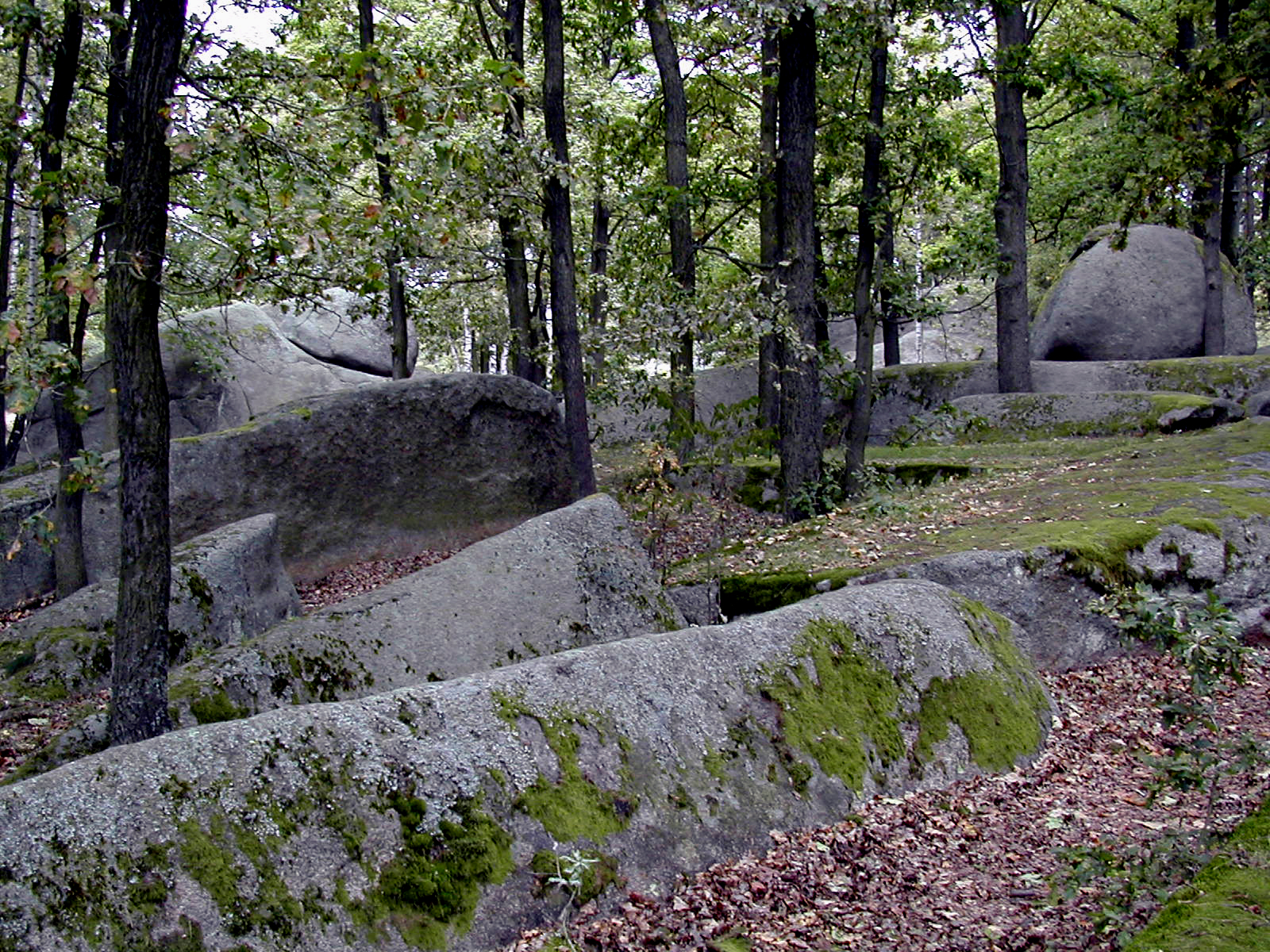
Blockheide Gmünd
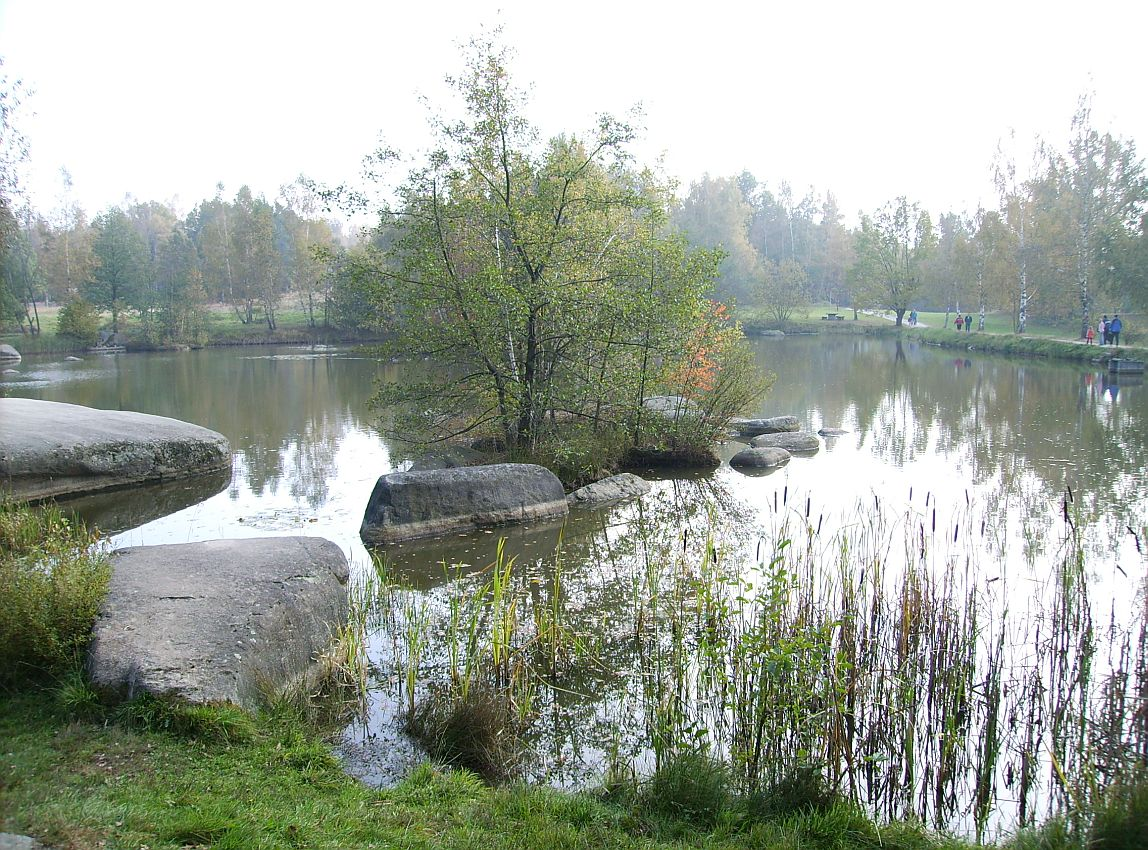
Künstlich angelegter Teich im Naturpark
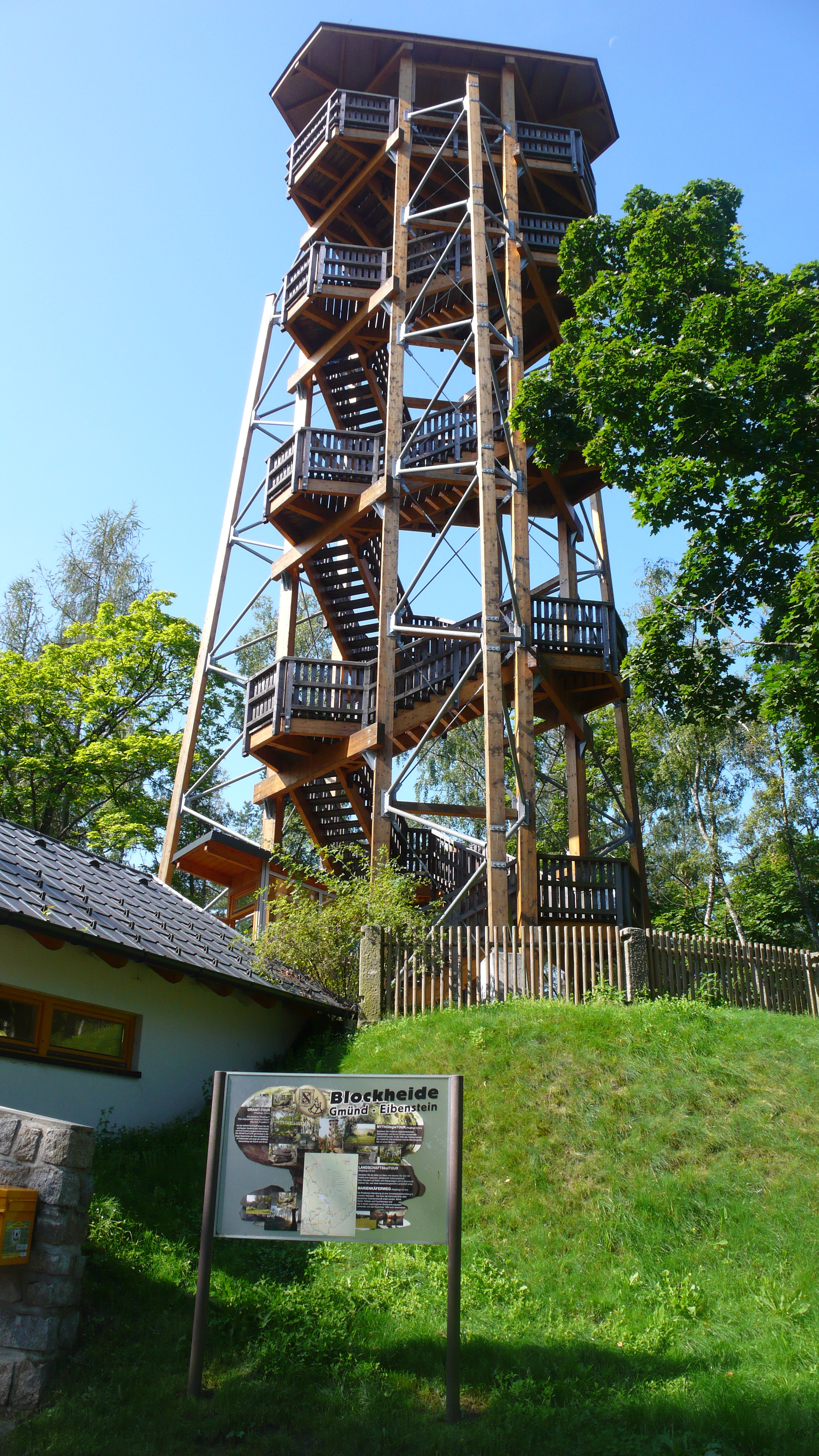
Aussichtsturm über dem alten Wasserreservoir

## Volkskundliche Rezeption
Einige der Steine haben die Fantasie der Menschen zu Namensgebungen wie Pyramide, Pilzstein, Opferschale oder Brotlaib angeregt.
Auch zahlreiche Märchen ranken sich um die Steine. So besagt eine Legende, dass Gott nach der Erschaffung der Welt vom Manhartsberg nach Westen gewandert sei und dabei die umliegenden Steine in einem Tuch aufgesammelt habe. In der Gegend der Blockheide sei dieses Tuch so schwer geworden, dass es riss und die Steine überall durch die Gegend auseinanderrollten. Da Gott schon müde war, beschloss er, nach Hause zu gehen und die Steine liegen zu lassen.